# Château gascon
 (janvier 2018).

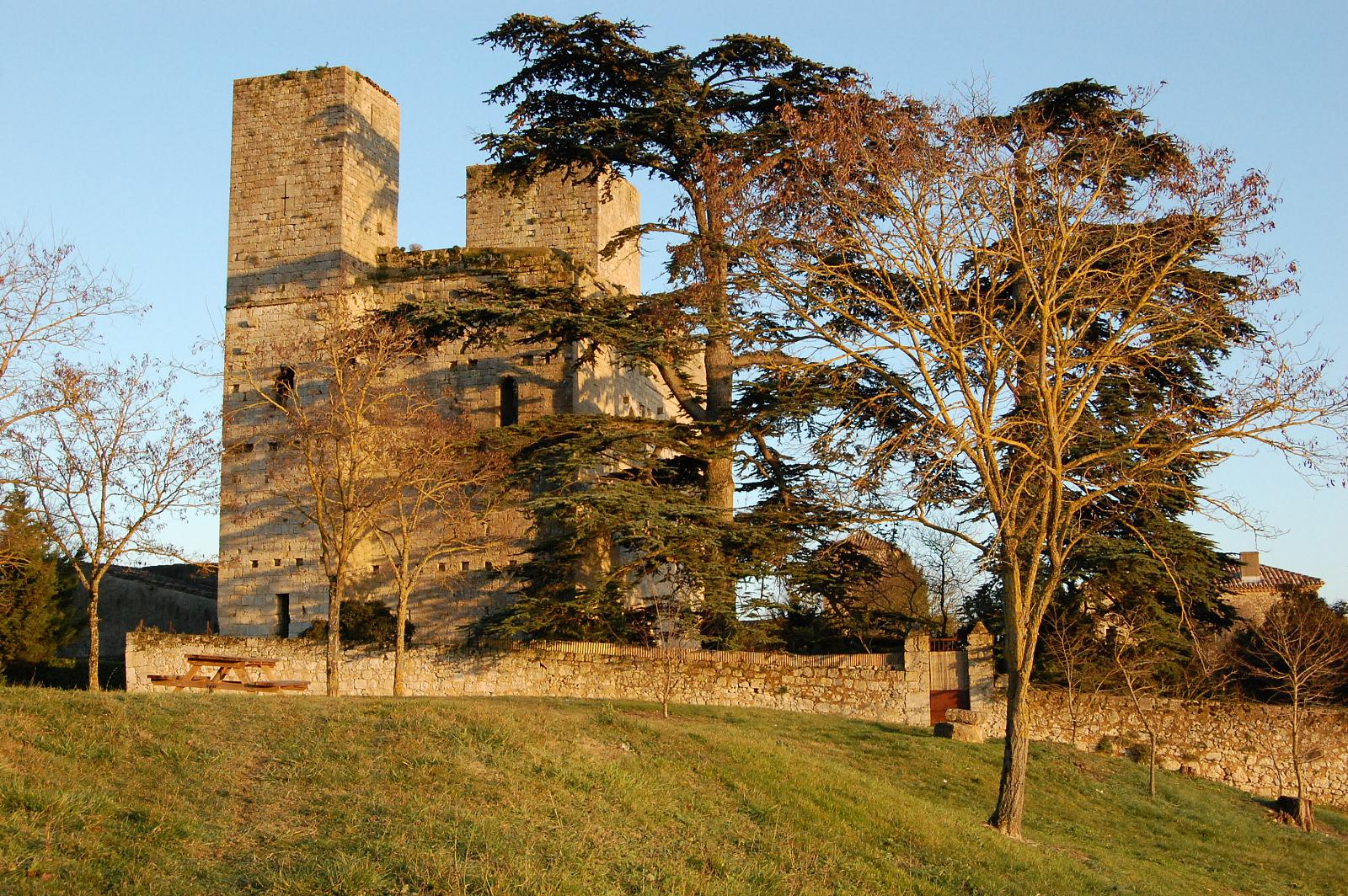
Château de Sainte-Mère (Gers)

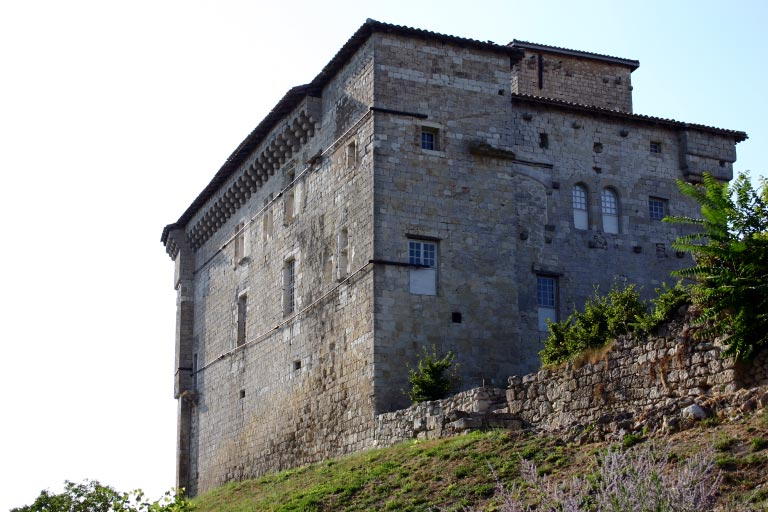
Château de Plieux (Gers)

Un château gascon est un type de château particulier que l'on trouve essentiellement dans les départements du Gers et de Lot-et-Garonne, édifiés entre les XIIIe et XIVe siècles.
Tous les châteaux « de Gascogne » ne sont donc pas pour autant des « châteaux gascons ».

## Architecture
Le château gascon représente une évolution du concept de la tour-salle, ou du moins en est-il une forme à peine plus complexe. Il se caractérise par ses lignes simples, son peu de surface au sol par rapport à son élévation verticale. La caractéristique essentielle est la présence de deux tours carrées (parfois une seule) relativement élevées.
Le château gascon présente un corps principal, de plan rectangulaire ou carré, bâti dans un appareil moyen de pierre. De dimensions assez restreintes (de 7 m à 20 m de côté), il présente une hauteur importante, due à la superposition des niveaux intérieurs, constitués de planchers de bois. Chaque étage présente généralement une seule pièce, sans mur de refend. Les étages supérieurs regroupent les pièces à vivre, munies d'un minimum de commodités : baies avec banquettes maçonnées, éviers et placards ménagés dans l'épaisseur des murs, latrines, parfois cheminées. Les communications entre étages se font par des escaliers en bois, plus rarement par des escaliers maçonnés. Le rez-de-chaussée a peu, voire pas du tout d'ouvertures : il sert de magasin pour les provisions, éventuellement de logis pour une petite garnison ou la domesticité. Il n'y a souvent aucune porte au rez-de-chaussée : l'accès au château se fait par l'étage, au moyen d'une échelle ou d'un escalier amovible, ce qui constitue un des moyens de défense. 
Le corps principal est flanqué, à deux angles, de tours carrées ou rectangulaires, souvent de grande hauteur. Elles peuvent jouer un rôle de tours de guet ou de tours à signaux, mais offriraient difficilement une défense active efficace. Dans le prolongement de la façade, elles n'assurent pas un rôle de flanquement. Hormis la présence de créneaux sur les couronnements, et de rares archères ou meurtrières, il y  a peu de défenses comme des mâchicoulis, des bretèches, etc. Le château gascon ne possède pas davantage de glacis, de fossé ou d'enceinte extérieure destinés à protéger ses accès immédiats. Ses planchers intérieurs de bois et sa couverture en charpente représentent autant de points faibles. Tout au plus met-il ses occupants à l'abri de coups de main de bandes armées, mais sa fonction militaire demeure modeste. Il semble évident, de par les aménagements intérieurs et des ébauches de décoration sculptée, que ces châteaux avaient une fonction résidentielle, comme le château de Sainte-Mère pour l'évêque de Lectoure.

### L'hypothèse anglaise
L'érudit Philippe Lauzun, auteur d'une étude au XIXe siècle sur les châteaux gascons, y voyait une ligne de défense entre les positions anglaises et françaises lors de la guerre de Cent Ans. Cette hypothèse a été depuis formellement contestée par Jacques Gardelles. Aucun château n'occupait une position stratégique, ni ne représentait une menace pour d'éventuels ennemis. Mais il est possible, dans la période trouble des guerres franco-anglaises, avant et pendant la guerre de Cent Ans, que les châteaux groupés au nord du département du Gers et au sud du Lot-et-Garonne aient servi de postes d’observation : bâtis sur des crêtes, avec des tours très hautes, ils pouvaient rapidement, par des signaux de feu ou de fumée, avertir leurs voisins de tout mouvement de troupes suspect. Ce rôle de tour de garde est d’ailleurs confirmé par nombre de toponymes : Lagardère, Le Gardès… Les châteaux situés à l’écart du groupe central avaient alors vocation à surveiller et défendre des points précis. Ce modèle de construction totalement original se serait répandu par « copiage ».
Par ailleurs, Philippe Lauzun a établi un lien entre le château gascon et la pele tower (ou peel tower) anglaise, maison forte de trois étages ou plus, dont le rez-de-chaussée seul était voûté, les autres étages étant constitués de planchers reliés par des escaliers amovibles. La plupart servaient de tours de guet et de tours à signaux, mais elles ont servi essentiellement de résidence, et éventuellement de refuge contre des coups de main. La construction des pele towers s'étale entre 1200 et 1700. Un grand nombre de pele towers se trouvait près de la frontière entre Angleterre et Écosse. Lauzun envisageait que le château gascon ait pu influencer les architectes anglais, mais là non plus aucune certitude n'a pu être apportée. La tower house, d'autre part, répond assez exactement à la définition de la tour-salle : maison forte dépourvue de tours (ou tours en encorbellement), rez-de-chaussée pratiquement aveugle, salles de résidence en étages superposés. Les couples château gascon-salle et pele tower-tower house offrent donc un parallélisme assez évident.
Les châteaux gascons ont subi nombre de modifications au cours des siècles. Beaucoup ont disparu, ou sont restés en ruines sans trop de modifications (Sainte-Mère, Mansencôme, le Tauzia). Plusieurs ont vu leurs tours arasées au niveau du corps principal (Ampelle, Terraube, Plieux...) ou ont été englobés dans des constructions ultérieures (Terraube).

## Liste de «châteaux gascons»
Ces châteaux sont ceux qui répondent à la typologie décrite ci-dessus, en totalité ou sous leur forme première (beaucoup ont pu être modifiés ou agrandis ultérieurement). Tous les châteaux « de Gascogne » ne sont pas des « châteaux gascons » au sens précisé ici.

### Gers
- Château d'Ampelle (Pergain-Taillac), bâti au XIIIe s., remanié du XIVe au XVe s.
- Château d'Avezan, bâti au XIVe s., modifié aux XVe et XVIIe s.
- Château de Balarin (Montréal)
- Château d'Espas, bâti au XIIIe s., le seul bâti en brique.
- Château du Garrané (Seissan), bâti au XIVe s. sur un château plus ancien dont il subsiste une tour carrée comprenant la chapelle du XIe s., réaménagé au XVe s.[3]
- Château de Herrebouc (Saint-Jean-Poutge), bâti au XIVe s., il s’agit plutôt d’une salle à laquelle ont été ajoutées à trois angles des échauguettes carrées sur mâchicoulis. Il n’est pas établi sur une hauteur, mais dans un vallon à proximité d’un moulin.
- Château de Léberon (Cassaigne)
- Château de Lagardère (Lagardère), bâti peu après 1270.
- Château de Lamothe-Goas
- Château de Larressingle, bâti au XIIIe s., résidence des évêques de Condom.
- Château de Mansencôme, bâti au début du XIVe s.
- Château de Mas-d'Auvignon
- Château de Mérens
- Château d'Ornézan, bâti au début du XIVe s.
- Château de Plieux, bâti vers 1340, l’un des derniers.
- Château de Rouillac (Gimbrède), bâti au XIVe s., modifié au XVIIIe s.
- Château de Sainte-Mère, bâti au XIIIe s., résidence des évêques de Lectoure.
- Château du Tauzia (Maignaut-Tauzia), bâti au début du XIIIe s.
- Tour de Termes-d'Armagnac, édifiée par le comte d’Armagnac Bernard III vers 1280, seul vestige du château, musée du Panache gascon
- Château de Terraube (Terraube), bâti vers 1272, fortement remanié du XVIe au XVIIIe s.

### Lot-et-Garonne
- Château d’Escalup (Lamontjoie)
- Château de Fieux
- Château de Pardaillan
- Château de Nazareth Nérac